# Davy Brown
Pour les articles homonymes, voir David Brown et Brown.
David Brown, dit Davey, Davie ou Davy Brown, est un pionnier américain né en 1800 en Irlande et mort en 1898 dans la région de Guadalupe, en Californie. Il est notamment connu pour ses activités de chasseur d'ours, évoquées dans une série d'articles parus à la suite d'un portrait dans le Santa Barbara Independent du 14 septembre 1883, mais aussi dans les écrits de John Muir, Our National Parks et Un été dans la Sierra, publiés respectivement en 1901 en 1911.
Appelé Old Davy à la fin de sa vie, l'homme a laissé son nom à Brown's Flat, un petit plateau de la Sierra Nevada où il a vécu. Ce nom est également resté à un cours d'eau, la Davy Brown Creek, mais aussi à un sentier, le Davy Brown Trail, et un terrain de camping, le Davy Brown Campground, tous situés dans la Sunset Valley, dans le comté de Santa Barbara.